# Kanak Peak
Der Kanak Peak ist ein 2410 m hoher, markanter und eisfreier Berg in der antarktischen Ross Dependency. In den Cook Mountains ragt er 10 km nordwestlich des Mount Gniewek an der Nordflanke des Kopfendes des Carlyon-Gletschers auf.
Der United States Geological Survey kartierte ihn anhand eigener Tellurometervermessungen und Luftaufnahmen der United States Navy aus den Jahren von 1959 bis 1963. Das Advisory Committee on Antarctic Names benannte ihn 1965 nach Lieutenant Commander Robert Anthony Kanak (1925–1978), Kapitän der USS Durant im Stationsdienst für Flüge zwischen Christchurch und dem McMurdo-Sund bei der Operation Deep Freeze des Jahres 1963.